# Jeremias Schwartz

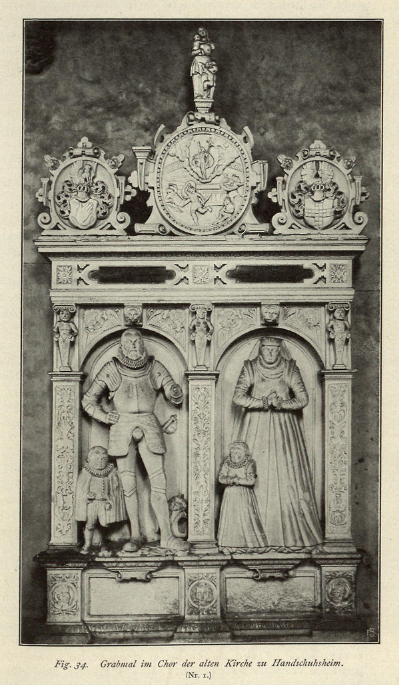
Grabdenkmal für Heinrich IX. von Handschuhsheim und Amalia, geb. Beusser von Ingelheim

Jeremias Schwartz (* um 1550; † 9. November 1621) war ein deutscher Bildhauer.

## Leben
Jeremias Schwartz war das vierte Kind des Schreiners und Bürgers Michel Schwartz und dessen Ehefrau Waldpurga, geb. Merrentin. Er wurde vermutlich in Leonberg geboren. Dort erbte er von seinem Vater später das heutige Haus Graf-Ulrich-Straße 2, das seine Wohn- und Arbeitsstätte wurde. Jeremias Schwartz erlernte die Steinbildhauerei und war möglicherweise ein Schüler von Leonhard Baumhauer. 
1574 schuf er vier wappentragende Löwen für die Turmhaube der Leonberger Stadtkirche. Bekannt wurde er später für seine Grabdenkmäler, unter anderem für Vertreter der Leonberger Ehrbarkeit. Von 1583 bis 1588 hielt er sich als Hofbildhauer am kurpfälzischen Hof in Heidelberg auf, um die Grabmäler des Kurfürsten Ludwig VI. und seiner Frau Elisabeth, geb. Landgräfin von Hessen auszuführen. 
Wohl wegen der strikt calvinistischen Gesinnung und Einführung eines strengen Bilderverbots nach dem Tod Ludwigs VI. kehrte er nach Leonberg zurück. Er starb 1621. Die Werkstatt wurde von seinem Sohn Jakob Eberhardt Schwartz fortgeführt. 
Wegen seiner lebensnahen und feingliedrigen Darstellungen wurde er später als der „Riemenschneider der Steinmetzen“ bezeichnet.

## Werke
- Grabdenkmal für Veit von Sternenfels, Zaberfeld (1571)
- Grabdenkmal für Hans Göler von Ravensberg und Dorothea von Liebenstein, Sulzfeld (1576)
- Grabdenkmal für den Untervogt und Keller Johann Aichmann, Stadtkirche Leonberg (1577)
- Wappner-Figur auf dem Marktbrunnen in Markgröningen (1580)
- Grabdenkmal für Justina Dreher, verw. Engelhardt, verh. Aichmann, Stadtkirche Leonberg (1581)
- Grabdenkmale für Sebastian und Veit Dreher, Stadtkirche Leonberg (1582)
- Doppelgrabdenkmal für Heinrich IX. von Handschuhsheim und Amalia, geb. Beusser von Ingelheim, St.-Vitus-Kirche in Heidelberg-Handschuhsheim (1588)
- Grabdenkmal für die Familie Friedrich von Nippenburg, Schwieberdingen (1591)
- Grabdenkmal für Bernhard von Sternenfels und seine Frau Agatha, geb. von Weitershausen, Kürnbach, ev. Pfarrkirche (1598)[2]
- Grabdenkmal der Eheleute Franz d. J. von Sickingen und seine Frau Anna Maria, geb. von Venningen, sowie deren Sohn Schweikhart von Sickingen und dessen Frau Maria Magdalena, geb. von Kronberg, Sickingen (Gemeinde Oberderdingen), katholische Pfarrkirche (um 1600)
- Grabdenkmal für Johann Sebastian Besserer (1607)
- Grabdenkmal für Anna Besserer, geb. Hemminger (1611)
- Doppelgrabdenkmal für Burkhard und Margarete Stickel, Stadtkirche Schorndorf (1613)
- Grabdenkmal für den Stadtschreiber Friedrich Korn und seine Frau Anna, geb. Breitschwert, Stadtkirche Leonberg (1618)
- Grabdenkmale für die Familie des Philipp Christoph von Münchingen in der Johanneskirche Münchingen